# Mangareia motu
Mangareia motu är en spindelart som beskrevs av Forster 1970. Mangareia motu ingår i släktet Mangareia och familjen Desidae. Inga underarter finns listade i Catalogue of Life.